# Площадь Марии Терезии
Площадь Марии Терезии, Мария-Тере́зиен-плац (нем. Maria-Theresien-Platz) — площадь в центре Вены, во Внутреннем Городе австрийской столицы. Расположена напротив Хофбурга, за полукольцом Рингштрассе. Восточнее площади располагается Музейный квартал. Площадь создавалась по замыслу императора Франца Иосифа I согласно проекту реконструкции центра города (1858), разработанного архитекторами Готфридом Земпером и Карлом фон Хазенауэром.
В центре площади в 1888 году создан памятник императрице, самый крупный из установленных Габсбургам в Вене. Пространство площади замыкают, расположенные друг против друга, два самых крупных музейных здания города — Музей истории искусств и Музей естественной истории — произведения выдающегося немецкого архитектора и градостроителя Готфрида Земпера. Площадь ограничивает параллельный Рингштрассе проспект «Вторая линия» (Zweierlinie), где когда-то курсировал венский трамвай № 2. С другой стороны Цвайер-линии площадь Марии Терезии входит в наиболее популярные туристические маршруты по австрийской столице и является пешеходной.
До 1857 года на месте площади Марии Терезии находился венский гласис. Строительство Рингштрассе, парадной улицы Вены, началось в 1858 году. На участке непосредственно перед императорской резиденцией Хофбургом планировалось возвести Императорский форум, в который должны были войти площадь Хельденплац и современная площадь Марии Терезии. Для этого перед историческим Хофбургом между садами Фольксгартен и Бурггартен предполагалось возвести два новых дворцовых крыла. С ними арками через Рингштрассе должны были соединяться два музейных здания. Грандиозный проект форума был реализован отчасти. Дворцовое крыло напротив Австрийской национальной библиотеки не было построено. Тем не менее, проект площади Марии Терезии был воплощён полностью: в 1888 году открылся памятник Марии Терезии, в 1889 — Музей естественной истории, в 1891 году — Музей истории искусств. Площадь Марии Терезии декорирована четырьмя газонами, украшенными фонтанами с тритонами и наядами, возведёнными в 1887—1890 годах по проектам Антона Шмидгрубера, Гуго Гердта и Эдмунда Гофмана фон Аспернбурга.